# Prowała
Prowała – dawna wieś na Ukrainie, w obwodzie lwowskim, w rejonie żółkiewskim. Leżała na zachód od Kozulki.
W II Rzeczypospolitej do 1934 samodzielna gmina jednostkowa. Następnie miejscowość należała do zbiorowej wiejskiej gminy Krechów w powiecie żółkiewskim w woj. lwowskim. Prowała utworzyła wtedy gromadę, składającą się z miejscowości Prowała, Góra, Hołuby, Hrybnyki, Kozulka, i Prowała Dół.
Została wysiedlona i zlikwidowana w związku z utworzeniem Jaworowskiego Poligonu Wojskowego. Po wojnie w Związku Radzieckim.